# ISO 3166-2:CO
ISO 3166-2:CO è uno standard ISO che definisce i codici geografici delle suddivisioni della Colombia; è un sottogruppo dello standard ISO 3166-2.
I codici sono assegnati ai 32 dipartimenti e al distretto della capitale Bogotà. Sono formati da CO- (sigla ISO 3166-1 alpha-2 dello Stato), seguito da due (per Bogotà) o tre lettere (per i dipartimenti).

## Codici
| Codice | Dipartimento                                           |
| ------ | ------------------------------------------------------ |
| CO-DC  | Distrito Capital (Bogotà)                              |
| CO-AMA | Amazonas                                               |
| CO-ANT | Antioquia                                              |
| CO-ARA | Arauca                                                 |
| CO-ATL | Atlantico                                              |
| CO-BOL | Bolívar                                                |
| CO-BOY | Boyacá                                                 |
| CO-CAL | Caldas                                                 |
| CO-CAQ | Caquetá                                                |
| CO-CAS | Casanare                                               |
| CO-CAU | Cauca                                                  |
| CO-CES | Cesar                                                  |
| CO-COR | Córdoba                                                |
| CO-CUN | Cundinamarca                                           |
| CO-CHO | Chocó                                                  |
| CO-GUA | Guainía                                                |
| CO-GUV | Guaviare                                               |
| CO-HUI | Huila                                                  |
| CO-LAG | La Guajira                                             |
| CO-MAG | Magdalena                                              |
| CO-MET | Meta                                                   |
| CO-NAR | Nariño                                                 |
| CO-NSA | Norte de Santander                                     |
| CO-PUT | Putumayo                                               |
| CO-QUI | Quindío                                                |
| CO-RIS | Risaralda                                              |
| CO-SAP | Arcipelago di San Andrés, Providencia e Santa Catalina |
| CO-SAN | Santander                                              |
| CO-SUC | Sucre                                                  |
| CO-TOL | Tolima                                                 |
| CO-VAC | Valle del Cauca                                        |
| CO-VAU | Vaupés                                                 |
| CO-VID | Vichada                                                |